# Sung-ťiang
Sung-ťiang (čínsky pchin-jinem Sōngjiāng, znaky 松江) je městský obvod v Šanghaji, jednom z největších měst Čínské lidové republiky. V obvodu v roce 2010 žilo 1 582 398 obyvatel, má rozlohu 605,64 čtverečních kilometrů.
Samostatný okres zde byl založen za dynastie Tchang pod jménem Chua-tching. V počátcích říše Jüan byl přejmenován na okres Sung-ťiang, tehdy se zde začali usazovat muslimové, kteří vytvořili významnou komunitu. V říši Ming byl Sung-ťiang povýšen na prefekturu, která zahrnovala i okres Šanghaj a za Čchingů měla sedm okresů.
Roku 1958 byl okres Sung-ťiang předán z provincie Ťiang-su městu Šanghaj, roku 1998 byl okres reorganizován v městský obvod.